# Leucophora malotiensis
Leucophora malotiensis este o specie de muște din genul Leucophora, familia Anthomyiidae, descrisă de Ackland în anul 1995. Conform Catalogue of Life specia Leucophora malotiensis nu are subspecii cunoscute.